# (5197) Rottmann
(5197) Rottmann (4265 T-2) – planetoida z pasa głównego asteroid okrążająca Słońce w ciągu 5,22 lat w średniej odległości 3,01 j.a. Odkryta 29 września 1973 roku.